# Франклін (округ, Алабама)
34°26′00″ пн. ш. 87°51′00″ зх. д. / 34.433333333333° пн. ш. 87.85° зх. д.
Франклін (англ. Franklin County) — округ (графство) у штаті Алабама США. Ідентифікатор округу 01059.

## Історія
Округ Франклін був створений 4 лютого 1818. Він був названий на честь Бенджаміна Франкліна.
Першим містом в окрузі став Расселлвілл, що тепер є окружним центром. Як місто воно було зареєстроване 27 листопада 1819 р.

## Демографія
За даними перепису 2000 року
загальне населення округу становило 31223 осіб, зокрема міського населення було 8763, а сільського — 22460.
Серед мешканців округу чоловіків було 15329, а жінок — 15894. В окрузі було 12259 господарств, 8954 родин, які мешкали в 13749 будинках.
Середній розмір родини становив 2,97.
Віковий розподіл населення поданий у таблиці:
| Стать    | До 15 років | 15-21 | 22-29 | 30-39 | 40-49 | 50-65 | 65-85 | Понад 85 |
| -------- | ----------- | ----- | ----- | ----- | ----- | ----- | ----- | -------- |
| Чоловіки | 3259        | 1603  | 1804  | 2221  | 2091  | 2490  | 1715  | 146      |
| Жінки    | 3060        | 1393  | 1609  | 2150  | 2200  | 2706  | 2382  | 394      |

## Суміжні округи
- Колберт — північ
- Лоуренс — схід
- Вінстон — південний схід
- Меріон — південь
- Ітавамба, Міссісіпі — південний захід
- Тішомінґо, Міссісіпі — північний захід

## Виноски
1. ↑  U.S. Decennial Census. United States Census Bureau. Архів оригіналу за 26 квітня 2015. Процитовано 22 серпня 2015.
2. ↑  Historical Census Browser. University of Virginia Library. Архів оригіналу за 11 серпня 2012. Процитовано 22 серпня 2015.
3. ↑  Forstall, Richard L., ред. (24 березня 1995). Population of Counties by Decennial Census: 1900 to 1990. United States Census Bureau. Процитовано 22 серпня 2015.
4. ↑  Census 2000 PHC-T-4. Ranking Tables for Counties: 1990 and 2000 (PDF). United States Census Bureau. 2 квітня 2001. Процитовано 22 серпня 2015.
5. ↑  State & County QuickFacts. United States Census Bureau. Архів оригіналу за 17 травня 2014. Процитовано 16 травня 2014. [Архівовано 2014-05-17 у Wayback Machine.](англ.) Наведено за англійською вікіпедією.
6. ↑  American FactFinder. Бюро перепису населення США. Архів оригіналу за 26 лютого 2012. Процитовано 31 січня 2008. [Архівовано 2008-05-21 у Wayback Machine.]

| США | Це незавершена стаття з географії США. Ви можете допомогти проєкту, виправивши або дописавши її. |